# Aethopyga ignicauda
La nettarinia codadifiamma (Aethopyga ignicauda Hodgson, 1837) è un uccello della famiglia Nectariinidae.

## Sistematica
Aethopyga ignicauda ha due sottospecie:
- Aethopyga ignicauda ignicauda
- Aethopyga ignicauda flavescens

## Distribuzione e habitat
Si trova in Bangladesh, Bhutan, Cina, India, Birmania, Nepal e Thailandia.
I suoi habitat naturali sono le foreste temperate e le foreste montane umide subtropicali e tropicali.